# آگوست ون فینک
آگوست ون فینک (انگلیسی: August von Finck Jr.؛ زادهٔ ۱۹۳۰) بانکدار، سرمایه‌دار و سرمایه‌گذار اهل آلمان است.